# I fuorilegge del Kansas
I fuorilegge del Kansas (Kansas Territory) è un film del 1952 diretto da Lewis D. Collins.
È un western statunitense ambientato nel 1874 con Bill Elliott, House Peters Jr., Peggy Stewart, Lane Bradford e I. Stanford Jolley.

## Produzione
Il film, diretto da Lewis D. Collins su una sceneggiatura e un soggetto di Daniel B. Ullman, fu prodotto da Vincent M. Fennelly per la Monogram Pictures e la Frontier Productions e girato dal 26 giugno 1951. Il titolo di lavorazione fu Vengeance Trail .

## Distribuzione
Il film fu distribuito con il titolo Kansas Territory negli Stati Uniti dal 4 maggio 1952 al cinema dalla Monogram Pictures.
Altre distribuzioni:
- in Brasile (A Trilha da Vingança)
- in Italia (I fuorilegge del kansas)

## Promozione
Le tagline sono:
- GUN-SMOKED STORY OF RELENTLESS PURSUIT!
- Filmed in Glorious SEPIA TONE
- OUT OF THE Lead-Spattered PAGES OF KANSAS' WILDEST DAYS...
- RIDING INTO LAWLESS TERRITORY ON A MISSION OF VENGEANCE!